# 金基天
金基天 （韓語：김기천，1960年1月30日—），韓國男演員。

## 演出作品

### 電視劇
- 2013年：KBS《職場之神》飾演 高正圖
- 2013年：SBS《聽見你的聲音》飾演 偽裝成視覺殘疾人士的騙子（客串）
- 2013年：SBS《結婚的女神》飾演 盧熙奉
- 2013年：Tooniverse《晴天霹靂文具店》
- 2013年：tvN《你是誰》飾演 鄭泰守
- 2014年：Tooniverse《晴天霹靂文具店2》
- 2015年：SBS《我的心一閃一閃》飾演 校長
- 2015年：MBC《憤怒的媽媽》飾演 全炯植
- 2015年：SBS《看見味道的少女》飾演 金宗仁
- 2015年：MBC《女王之花》
- 2016年：tvN《Signal》飾演 李天久
- 2016年：KBS《鄰家律師趙德浩》飾演 卞知識
- 2016年：SBS《美女孔心》飾演 警察
- 2016年：KBS《雲畫的月光》
- 2017年：KBS《七日的王妃》飾演 徐魯的父親
- 2017年：SBS《當你沉睡時》飾演 李煥的父親
- 2017年：tvN《卞赫的愛情》飾演 清掃服務班長
- 2018年：OCN《小神的孩子們》飾演 子美島面長
- 2018年：OCN《Life on Mars》飾演 朴局長
- 2018年︰MBC《壞刑警》飾演 徐主任
- 2020年︰tvN《雖然是精神病但沒關係》飾演 PTSD患者簡必勇
- 2020年︰tvN《惡之花》飾演 連州市的醫生
- 2021年︰SBS《Racket少年團》飾演 朴正煥
- 2021年：tvN《智異山》飾演 李良善的爺爺
- 2021年：JTBC《具景伊》飾演 園丁
- 2022年：tvN《還魂》飾演 奉少爺（特別出演）
- 2024年：Netflix《炸雞奇遇記》饰演 大楼管理员（特别出演）

### 電影
- 1993年：《西便制》
- 1994年：《太白山脈》
- 1995年：《天才宣言》
- 1995年：《美麗青年全泰壹》
- 1996年：《祝祭》
- 1998年：《八月照相館》
- 1998年：《愛的軀殼》
- 2000年：《幸福的殯儀員》
- 2000年：《Kilimanjaro》
- 2001年：《眼淚》
- 2001年：《Sorum》
- 2001年：《Say Yes》
- 2002年：《周末同床》
- 2002年：《海盜跳舞王》
- 2002年：《賣火柴女孩的重生》
- 2002年：《Road Movie》
- 2003年：《Show Show Show》
- 2003年：《拯救綠色星球！》
- 2003年：《春風吹拂》
- 2003年：《偉大的遺產》
- 2004年：《犯罪的重構》
- 2004年：《憂鬱的申石基》
- 2005年：《那時候的人們》
- 2005年：《哭泣的拳頭》
- 2005年：《逆轉的名手》
- 2005年：《血之淚》
- 2005年：《百萬煮夫大作戰》
- 2005年：《五個是否太多》
- 2005年：《青燕》
- 2006年：《我的恐怖女友》
- 2006年：《夥伴》
- 2006年：《方糖》
- 2006年：《秋天路》
- 2007年：《千年鶴》
- 2008年：《幸福》
- 2008年：《無防備都市》
- 2008年：《大韓與民國》
- 2008年：《在你熟睡的時候》
- 2008年：《摩登男孩》
- 2008年：《1724妓房動亂事件》
- 2009年：《影子殺人》
- 2009年：《陷阱》
- 2009年：《我的愛在我身邊》
- 2009年：《清潭菩薩》
- 2009年：《我很幸福》
- 2009年：《田禹治》
- 2010年：《神鬼交易》
- 2010年：《二樓的惡人》
- 2011年：《月光升起》
- 2011年：《冠軍》
- 2012年：《恐怖故事》
- 2012年：《鄰居》
- 2012年：《占卜師們》
- 2012年：《26年》
- 2013年：《7號房的禮物》
- 2013年：《憤怒的倫理學》
- 2013年：《女人和男人的秘密》
- 2013年：《接觸感應》
- 2013年：《王牌巨猩》
- 2013年：《繫緊你的安全帶》饰演 河成福会长
- 2013年：《Top Star》
- 2013年：《青春情談》
- 2014年：《Working Girl》
- 2014年：《許三觀》
- 2014年：《朝我的心臟開槍》
- 2015年：《上班女郎》
- 2016年：《德惠翁主》
- 2017年：《被操縱的都市》
- 2019年：《奇妙的家族（朝鲜语：기묘한 가족）》飾演 戴假髮的老人
- 2019年：《只有我沒有貓（朝鲜语：나만 없어 고양이）》飾演 石峯
- 2019年：《我的一级兄弟》饰演 出租车司机（友情出演）
- 2020年：《超“人”氣動物園》飾演 高代表（特別出演）
- 2022年：《外星+人1》飾演 狗屎
- 2023年：《格杀福顺》饰演 秀根
- 2023年：《神鬼海底撈》饰演 金船长
- 2023年：《3天的休假》饰演 老金
- 2024年：《外星+人2：回到未來》饰演 狗屎
- 待定：《获得邀请的人》饰演 朴英哲[2]

## 外部連結
- 金基天在NAVER上的资料
- 金基天在韩国电影数据库（KMDb）上的資料（韓語）
- 金基天在互联网电影资料库（IMDb）上的資料（英文）
- 金基天在豆瓣上的资料（简体中文）